# Christi-Auferstehungs-Kirche (Berlin-Tempelhof)

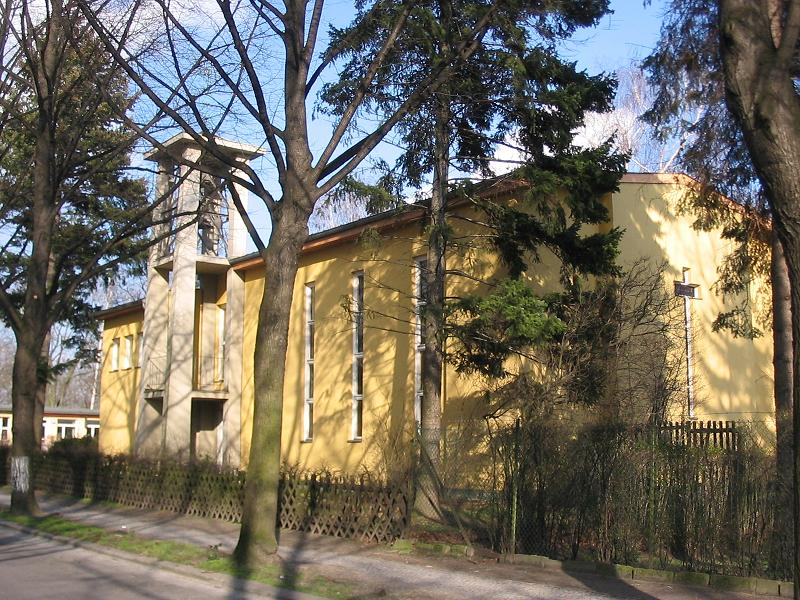
Serbisch-orthodoxe Christi-Auferstehungs-Kirche

Die Christi-Auferstehungs-Kirche (serbisch Црква Васкрсења Господњег, Crkva Vaskrsenja Gospodnjeg) ist eine serbisch-orthodoxe Pfarrkirche in Berlin. Die von Max Schluckebier entworfene ehemalige evangelische Wegekirche der früheren Zinzendorf-Gemeinde steht in der Holzmannstraße 34 im Berliner Ortsteil Tempelhof des Bezirks Tempelhof-Schöneberg. Mit dem Kauf der Christi-Auferstehungs-Kirche wurde Berlin die erste deutsche Stadt mit zwei serbisch-orthodoxen Kirchen.
Die Pfarrkirche der Pfarrei Berlin III gehört zum Dekanat Nord-Ostdeutschland der Eparchie von Düsseldorf und ganz Deutschland der serbisch-orthodoxen Kirche.

## Geschichte
Im Jahr 1954 wurde die evangelische Zinzendorf-Gemeinde von der Gemeinde der Kirche auf dem Tempelhofer Feld abgetrennt und selbstständig. Die Kirche wurde am 23. September 1956 eingeweiht. 2006 schlossen sich die Zinzendorf-Gemeinde, die Kirchengemeinden Alt-Tempelhof-Ost und Neu-Tempelhof zur evangelischen Paulus-Kirchengemeinde Tempelhof zusammen. 2008 wurde das Gebäude an die serbisch-orthodoxe Gemeinde verkauft.
Die Kirche verfügt über Reliquien des hl. Nikolaj Srpski (Nikolaj Velimirović), der von den Gläubigen sehr geschätzt wird, besonders seit die Kirchengemeinde Berlin einen Dokumentarfilm über das Leben und Wirken des hl. Nikolaj gedreht hatte.
Seit 2009 wirkt der zur Kirche gehörende gemischte – aus 25 Mitglieder bestehende – Chor Serafimi. Der Chor singt zur sonntäglichen Liturgie und hält gelegentlich geistlich orthodoxe Konzerte in Berlin. Dirigent des Chors ist Simeon Sekulić. Auch gibt es die Serbische Schule Sv. Sava Srpski, benannt nach dem Begründer der serbisch-orthodoxen Kirche, dem hl. Sava von Serbien. In der Schule werden Glaubenslehre, die serbische Sprache, Geschichte und Geographie Serbiens sowie serbisch-orthodoxe Kirchenmusik unterrichtet.

## Baubeschreibung, Ausstattung
Schmale, hohe Fenster in den Seitenwänden geben dem Kirchraum Tageslicht. 1976 wurde die Innenarchitektur umgestaltet. Anstelle der ursprünglichen Ausrichtung des Altars auf eine der Schmalseiten erhielt die Kirche in der Mitte des Raumes einen mobilen runden Abendmahlstisch. Die Kirchenbänke wurden konzentrisch auf diesen hin angeordnet. Das Gemeindezentrum besteht aus einer Saalkirche mit ebenerdigen Anbauten für die Gemeinderäume.
Bei der Übernahme der Kirche durch die serbisch-orthodoxe Gemeinde wurde die Kirche renoviert und es wurden entsprechende Veränderungen unternommen, um den Kirchenraum für orthodoxe Gottesdienste anzupassen. Im Jahr 2011 wurde eine neue Ikonostase mit Ikonen in der Kirche aufgestellt. Die aus geschnitztem Nussbaumholz gefertigte Ikonostase ist ein Werk des Tischlers Dragoslav Milikić aus der zentralserbischen Stadt Čačak. Die Ikonen der Ikonostase wurden in der Belgrader Ikonenwerkstatt des Petar Bilić gemalt.

## Glocken und Turm
Der Glockenturm ist als offenes Stahlbetonskelett ausgeführt. In seiner Glockenstube hängt ein Geläut aus zwei Eisenhartgussglocken, das 1956 von Franz Weeren gegossen wurde.
| Schlagton | Gewicht | Durch- messer | Höhe  | Inschrift                                                        |
| --------- | ------- | ------------- | ----- | ---------------------------------------------------------------- |
| c"        | 320 kg  | 90 cm         | 72 cm | HEUTE, SO IHR DEINE STIMME HÖRET, SO VERSTOCKET EUER HERZ NICHT. |
| dis"      | 180 kg  | 77 cm         | 60 cm | O, LAND, LAND, LAND HÖRE DES HERRN WORT.                         |